# 布日德诺尔
布日德诺尔是位于中国内蒙古自治区呼伦贝尔市鄂温克族自治旗锡尼河东苏木西北的一个湖泊。其位置约在东经120°15，北纬48°49′。湖面海拔726米，面积约3平方公里，该湖系咸水湖。布日德是蒙古语，为人名。